# Mészöly Dezső
Mészöly Dezső (Budapest, 1918. augusztus 27. – Budapest, 2011. október 11.) Kossuth-díjas magyar író, költő, műfordító, dramaturg, egyetemi tanár. A Magyar Művészeti Akadémia tagja 1992-től haláláig.

## Életútja
Szülei Mészöly Gedeon nyelvtudós, műfordító és vígjátékszerző (1880–1960) és Magay Berta volt. Szegeden és Sárospatakon végezte középiskolai tanulmányait, 1936-ban érettségizett, majd a budapesti Református Teológiai Akadémián tanult 1940-ig. 1942-ben a Kolozsvári Tudományegyetemen szerzett bölcsészdoktori címet François Villon művészetéből. Emellett a Képzőművészeti Főiskola festő szakára járt 1940–1943 között.
1946-ban a Nemzeti Színház dramaturgjaként kezdett el dolgozni, közben Párizsban irodalmi és színházi tanulmányokat folytatott. 1948-ban a Madách Színházhoz került, ahol szintén dramaturgként dolgozott. 1951-től három évig a Színművészeti Főiskola dramaturg szakán tanított. 1958-ban távozott a Madách Színháztól, 1963-ig szabadúszó. Ekkor lett a Magyar Televízió munkatársa, ahol 1978-as nyugdíjba vonulásáig dolgozott.
1987-ben a Magyar Shakespeare Bizottság alelnökévé választották. 1992-ben előbb a Magyar Televízióban, később a Duna TV-ben havonta megjelenő Lyukasóra című irodalmi műsor szerkesztő-műsorvezetője. Ugyanebben az évben az újonnan alakult Magyar Művészeti Akadémia tagjává választották.

## Irodalmi munkássága
Irodalmi tevékenysége elsősorban műfordításokban valósult meg. Lefordította Villon teljes életművét, jelentősek Shakespeare- és Molière-fordításai is. Egy interjúban nyilatkozta, hogy verses drámákat szeretett leginkább fordítani. Fordítási tapasztalatait többször esszékben írta le.
Fordítói munkája mellett fiatal korától rendszeresen szerzett verseket, első önálló kötete azonban csak 1975-ben jelent meg. Verseiben a gondos előkészítés, műgond fedezhető fel, kötetei szerkezetében feszesek és kiérleltek. Veretes nyelv, tömörség, több helyen gúnyos és ironikus hang jellemzi.
„Egy Rákóczi úti öreg bérházban az ötvenes évek elején működni kezdett egy háborút »túlélt« családi írógép, egy flakonos olajjal működő kis fekete szerkezet, amely azután évtizedeken át a magyar irodalom és a kortárs műfordítás remekeit „gépbe vette”. …”Általa lett leíróirodából indult otthonából a magyar irodalom szalonja, írók- költők-művészek, egyetemi hallgatók és tanárok találkozó- helye – és alkotóműhelye. … „A magyar irodalmat Kelemen Éva írja” – mondta egy alkalommal Mészöly Dezső. Mert elismerésre méltó műveltségén és intelligenciáján túl a groteszk felé hajló humora és örökvidám, a „hétköznapi szürkeségen” örökké felülálló személyisége munkára, alkotásra késztetett. … ebben a légkörben születtek a többi között Hubay Miklós, Mészöly Dezső, Mándy Iván, Abody Béla írásai, műfordításai. Mág Bertalannak, a bűnügyi regények jól ismert szerzőjének – aki feleségét gyászolja az elhunytban – szintén minden művét ő rögzítette.” 

## Művei
- Villon Magyarországon (tanulmány, 1942)
- Villon Testamentuma (fordítás, 1943)
- Legenda a dicsőséges feltámadásról (színművek, 1965)
- Villon és a többiek (fordítások, 1966)
- Shakespeare új tükörben (esszék, drámafordítások, 1972)
- Molière műhelyében (1975)
- Önarckép retus nélkül (verseskötet, 1975)
- Esszék és asszók (1978)
- A teljes Villon (1980)
- Századok színháza (1982)
- Villon árnyékában (1983)
- Betűk rabságában (1987)
- Új magyar Shakespeare (1988)
- Az igazi Villon (1993)
- Lyukasóráim (1993)
- Sirály a Burgban (1995)
- Shakespeare válogatott drámái (fordítás, 1998)
- Shakespeare-napló (esszék, 1998)
- Don Quijote nyomában (összegyűjtött versek és Villon-fordítások, 1999)
- François Villon összes versei (magyar-francia kiadás, 2001)
- Örökbe fogadott versek (válogatott műfordítások, 2003)
- Magyar ég alatt (versek, 2004)
- Londoni közjáték (2004)
- Angol ég alatt. Esszék és fordítások; General Press, Bp., 2005
- Francia ég alatt. Emlékek, esszék, fordítások; General Press, Bp., 2006

## Díjak, elismerések
- József Attila-díj (1953)
- A Francia Akadémia Pálmarend lovagja (1988)
- Fehér Rózsa-díj (1992)
- Illyés Gyula-díj (1993)
- A Magyar Köztársasági Érdemrend kiskeresztje (1993)[5]
- Alternatív Kossuth-díj (1998)
- Kossuth-díj (1999)
- Magyar Örökség díj (2008)